# Siegerrebe
Le siegerrebe  (de, Modèle:Lit) est un cépage allemand de raisins blancs.

## Origine et répartition géographique
Le cépage est une obtention de la station d'essai Landesanstalt für Rebenzüchtung de Alzey en Allemagne par Georg Scheu en 1929 en croisant la Madeleine Angevine et le gewurztraminer.
La superficie plantée est en régression  (1990 : 200 ha ; 2001 : 145 ha ; 2004 : 118 ha; 2019: 71 ha). Il est autorisé dans la majorité des vignobles allemands.

## Caractères ampélographiques
- Extrémité du jeune rameau très duveteux blanc à liseré rosé.
- Jeunes feuilles aranéeuses, vert jaunâtre.
- Feuilles adultes, à 3 à 5 lobes avec des sinus supérieurs à lyre étroite, fermée, un sinus fermée, des dents ogivales, moyennes, larges, un limbe faiblement aranéeux.

## Aptitudes culturales
La maturité est précoce: 15  jours avant le chasselas. Il est normalement vendangé à partir du 15 septembre.

## Potentiel technologique
Les grappes  sont moyennes et les baies sont de taille moyenne et de couleur rosâtre. La grappe est cylindrique, ailée et souvent lâche. Les raisins sont très parfumés au goût épicé et muscaté. En terrains riches il manifeste une légère tendance à la coulure. Très précoce, ce cépage peut être gravement endommagé par les guêpes. Le millerandage est fréquent au moment de la floraison. Il donne des vins délicatement fruités et ronds, parfois liquoreux manquant souvent d'acidité.

## Synonymes
Le siegerrebe est connu sous les noms de Zuchtnummer Az 7957, Scheu 7957, Seegerrebe et Sieger